# Purdiaea cubensis
Espèce
Purdiaea cubensis est une espèce de de plante à fleurs de la famille des Clethraceae.
L'aire d'origine de cette variété est Cuba. Elle pousse principalement dans le biome tropical humide.

## Liste des variétés
Selon GBIF (7 octobre 2024) :
- Purdiaea cubensis var. albosepala Vict.
- Purdiaea cubensis var. cubensis

## Systématique
Le nom correct complet (avec auteur) de ce taxon est Purdiaea cubensis (A.Rich.) Urb..
L'espèce a été initialement classée dans le genre Costaea sous le basionyme Costaea cubensis A.Rich..
Purdiaea cubensis a pour synonyme :
- Costaea cubensis A.Rich.